# Danmark (Schiff, 1968)
Die Danmark (IMO-Nummer 6815093) war eine dänische kombinierte RoRo- und Eisenbahnfähre, die im Trajektverkehr auf der Ostsee zwischen Dänemark und Deutschland von 1968 bis 1997 eingesetzt war.

Sie war das zweite dänische Trajektschiff dieses Namens, nach der 1921 vom Stapel gelaufenen Danmark, die mit einer kurzen Unterbrechung in und nach dem Zweiten Weltkrieg von 1922 bis 1968 auf der Ostsee zwischen Dänemark und Deutschland verkehrte.

## Bau und technische Daten
Das Schiff wurde am 10. August 1967 mit der Baunummer 384 auf der Helsingør Skibsværft in Helsingør für die Dänischen Staatsbahnen (DSB) auf Kiel gelegt und lief dort am 14. Februar 1968 vom Stapel. Das Schiff war 144,5 m lang und 17,7 m breit und hatte 6,0 m Tiefgang. Die Danmark war mit 6352 BRT und 2692 NRT vermessen und hatte eine Tragfähigkeit von 1762 Tonnen. Ihre drei Gleise hatten eine nutzbare Gesamtlänge von 341,97 m und boten Platz für 30 Güterwagen. Hinzu kamen bis zu 310 PKW, 160 auf dem oberen und 150 auf dem unteren Wagendeck. Die Passagierkapazität betrug 1500 Personen. Zwei Burmeister & Wain-Dieselmotoren des Typs 10U45 HU mit zusammen 7.460 kW ermöglichten über zwei Schrauben eine Höchstgeschwindigkeit von 18 Knoten; die Dienstgeschwindigkeit betrug 16 Knoten.

## Laufbahn
Das Schiff wurde am 31. Mai 1968 ausgeliefert und am 7. Juni 1968 von der DSB Reederei, der Fährschiffbetriebsgesellschaft der DSB, auf der 19 km langen sogenannten Vogelfluglinie zwischen Rødbyhavn und Puttgarden in Dienst gestellt. Dort fuhr die Danmark bis 1997. Ihr Heimathafen war Rødbyhavn.
Der einzig bemerkenswerte größere Zwischenfall in ihrer Laufbahn ereignete sich am 8. April 1995. Das Schiff hatte Maschinenschaden, und wegen des starken Sturms wagte man nicht, in Rødby einzulaufen. Stattdessen musste die Fähre in neun-stündiger Fahrt bis nach Nyborg am Großen Belt umgeleitet werden. (Korsør konnte aufgrund zu hohen Wasserstands nicht angelaufen werden.) Dort wurden die 33 auf dem oberen Wagendeck geparkten PKW von einem fahrbaren Kran an Land gesetzt. Erst mit der dadurch bewirkten Gewichtsverminderung schwamm das Schiff dann hoch genug auf, dass die Fahrzeuge vom unteren Deck auf normale Weise über die Rampe ausfahren konnten.
Als im Jahre 1997 eine neue Generation von vier großen Doppelendfähren in Dienst gestellt wurde, bedeutete dies für die Danmark das Ende. Sie machte ihre letzte Fahrt am 18. Dezember 1997 und wurde dann in Nakskov aufgelegt. Im Jahre 1999 wurde sie von der Scandlines GmbH, der 1998 konsolidierten dänisch-deutschen Fährschiffreederei, zum Abwracken an die Firma "Fornæs" in Grenaa verkauft. Diese verkaufte den Schiffsrumpf und die Maschinenanlage im August 2000 zum Verschrotten an eine Firma in Santander (Spanien) weiter, und die Danmark wurde dann von dem Schlepper Stine A der Bugsiergesellschaft Jens Alfastsen nach Santander geschleppt und dort abgebrochen.